# Simon Woods
Simon Woods (Londres, Inglaterra, 07 de Janeiro de 1980) é um ator britânico, mais conhecido por seu papel como Octavian na segunda temporada da série de televisão britânica e americana Rome e em 2005 Pride & Prejudice como Charles Bingley. Ele também estrelou como o Dr. Harrison na série de drama de fantasias da BBC1, Cranford, cuja chegada na vila "define o coração feminino correndo".

## Vida pessoal
Woods estudou inglês no Magdalen College, em Oxford. Enquanto estava em Oxford, ele namorou durante dois anos a atriz Rosamund Pike. Anos depois, os dois interpretaram o casal Jane Bennet e Charles Bingley no filme Pride & Prejudice (2005). Depois de se formar em Oxford, Woods trabalhou brevemente no jornal The Guardian antes de se tornar ator.
Em 2009, ele anunciou que era bissexual e que estava em um relacionamento com o designer da Burberry, Christopher Bailey. Em 31 de agosto de 2012 foi noticiado que Woods e Bailey noivaram.

## Filmografia
| Ano  | Filme                               | Personagem            |
| ---- | ----------------------------------- | --------------------- |
| 2003 | Charles II: The Power & the Passion | Captain Churchill     |
| 2003 | Cambridge Spies                     | Charlie Givens        |
| 2004 | Foyle's War                         | Greville Woods        |
| 2005 | The Queen's Sister                  | Roddy Llewellyn       |
| 2005 | Elizabeth I                         | Gifford               |
| 2005 | Pride & Prejudice                   | Sr. Charles Bingley   |
| 2005 | Twisted Tales                       | Zak                   |
| 2006 | Spooks                              | Rowan                 |
| 2006 | Starter for 10                      | Josh                  |
| 2006 | Penelope                            | Edward Vanderman      |
| 2007 | Cranford                            | Dr. Harrison          |
| 2007 | Rome                                | Gaius Octavian Caesar |
| 2007 | 'Angel'                             | Clive Fennelly        |
| 2007 | I Want Candy                        | Film Actor            |
| 2008 | Sunny and the Elephant              | Nicolas               |
| 2008 | A Previous Engagement               | Tyler                 |